# Stazione di Masera
La stazione di Masera della Società Subalpina Imprese Ferroviarie (SSIF) è una fermata ferroviaria della ferrovia Locarno-Domodossola ("Vigezzina").